# Yona Wallach
Yona Wallach sau Yona Volach, la naștere Yona Wallach Gofman (în ebraică:יונה וולך, n.10 iunie 1944 Petah Tikva - 19 septembrie 1985) a fost o poetă israeliană de limbă ebraică.

## Biografie
Yona Wallach s-a născut în 1944 la Petah Tikva în Palestina mandatorică și a crescut în localitatea Kfar Ono, devenită ulterior orașul Kiryat Ono, printre fondatorii căruia se numărau părinții ei, Michael Wallach și Esther Gofman, evrei originari din Basarabia. Mama ei, Esther (d.1985) s-a născut în anul 1910 la Hotin, iar Michael Wallach s-a născut în 1912 la Lipcani. 
Tatăl a murit ucis în anul 1948 în Războiul de independență al Israelului, în lupta de pe dealul Kula. Yona Wallach , orfană de tată de la vârsta de 4 ani, a locuit (și a murit) pe strada numită după tatăl ei. A avut o soră mai mare, Nira, născută în 1938.  

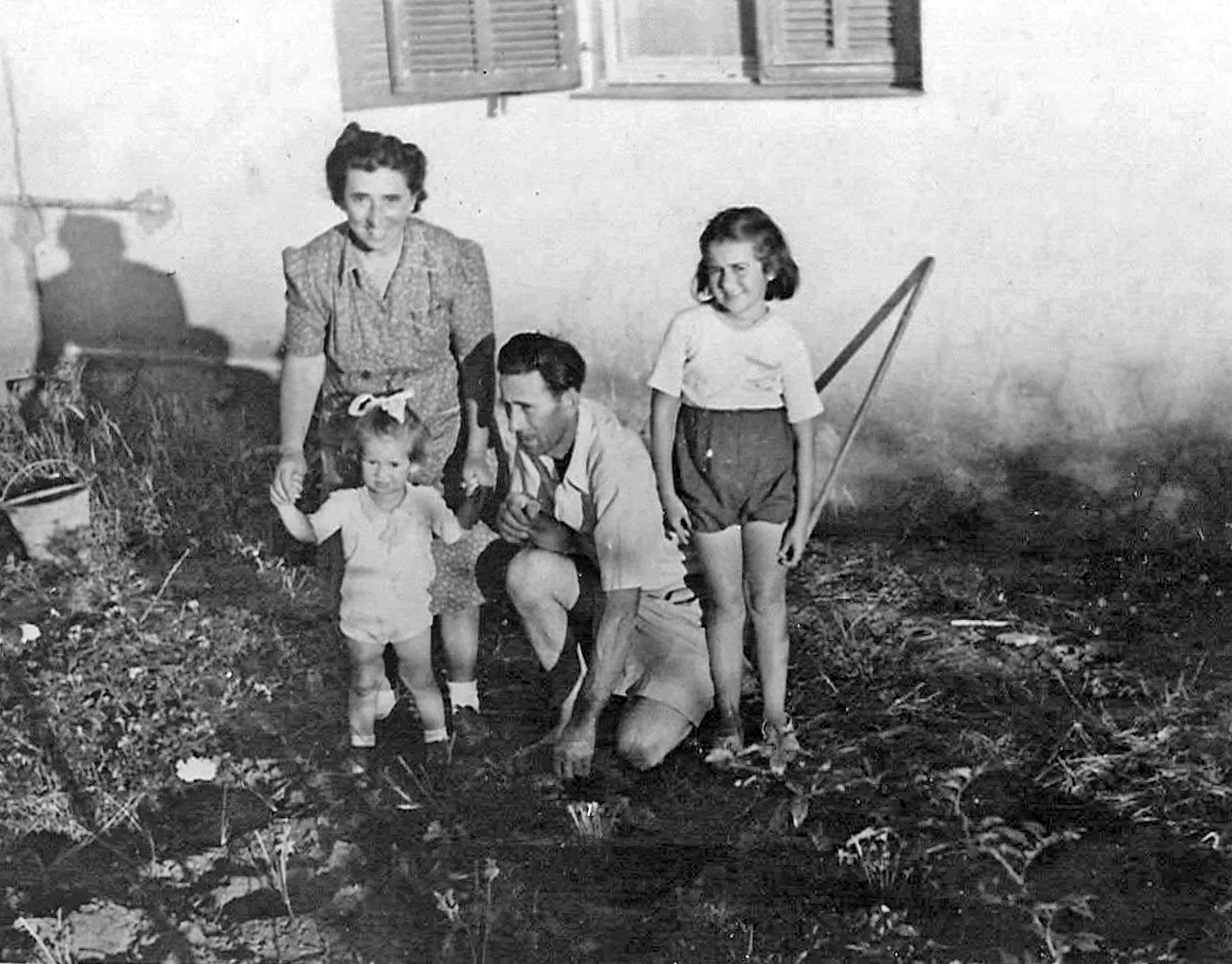
Yona Wallach la 1 an și ceva, cu părinții și sora ei mai mare, la Kfar Ono, prin 1945

Poeta a fost din copilărie o fată maturizată precoce, cu tendințe rebele și exhibiționiste. Refuza conveniențele legate de sexe, și adoptase o purtare considerată băiețoasă. Citea cu nesaț cărți de aventuri de Karl May, fuma țigări după țigări, mergea desculță și în blugi, cu cămașa desfacută la nasturi, șapcă pe cap și părul împrăștiat și neîngrijit. La sfârșitul clasei a VI-a a fost exmatriculată din liceul Tikhon Hadash (Liceul Nou) din Tel Aviv, când tocmai rămăsese gravidă și avortase, pentru prima dată. La 17 ani, în 1961 a început să studieze vreme de doi ani la Institutul de arte plastice „Avni” din Tel Aviv, instituție pe care a apreciat-o și care i-a sporit pasiunea pentru creația lirică. 
Poetul și ziaristul Maxim Gilan a arătat poezii de-ale ei redactorului magazinului literar Ahshav (Acum), Gavriel Moked, și acesta le-a publicat pentru prima dată în această revistă în anul 1964.Mai apoi, în acelaș an, Gilan a publicat din versurile ei în revista de avangardă „Kiltartan". Începând din anul 1972 Wallach a frecventat cercul revistei "Siman Kria" al cărui redactor era Menahem Peri. Acesta a editat două din volumele ei de versuri, iar postum, și culegerea antologică „Inconștientul se deschide ca un evantai”. Yona Wallach s-a numărat printre fondatorii revistei „Peshita”  care promova introducerea limbii cotidiene în poezie.
În anii 1960, când în societatea israeliană au crescut tendințele liberale și toleranța în domeniul sexului și a folosirii drogurilor, Wallach a afișat o îndrăzneală neobișnuită care s-a reflectat și în versurile ei, care atingeau subiecte ca inversiunile sexului și ale identității sexuale. La 21 ani ea s-a internat de bunăvoie în Spitalul psihiatric Talbiye din Ierusalim, unde a fost tratată, între altele, cu drogul psihedelic LSD, care era experimentat în psihiatrie în acea perioadă.Trăiri din acele zile au răsbătut în poezii precum „Tripul LSD”     
În anii 20-30 ai vieții sale Yona Wallach a locuit la Tel Aviv, între altele, pe strada Ben Yehuda colț cu strada Gordon. În ultimii ani s-a întors la Kiryat Ono, în locuința mamei ei, pe care a îngrijit-o cu devotament. De asemenea în ultimii 4 ani a locuit cu partenerul ei de viață, muzicianul Yuval Rivlin, în clădirea cunoscută ulterior ca Hostel Ayalon.
În 1981 poetei i s-a depistat un cancer de sân, de care a murit după 4 ani, la numai 41 ani. Rivlin a îngrijit-o până în ultima zi a vieții.
Yona Wallach a fost înmormântată  în cimitirul din orașul Holon.
Wallach a activat în cercul „Poeților din Tel Aviv” format în jurul revistelor literare „Ahshav” (Acum) și „Siman Kriá” (Semn de exclamație) și a publicat adesea în periodicele literare israeliene. A scris texte pentru o formații de muzică rock, cu care a și apărut în concerte. În anul 1982 poezii de-ale sale au fost puse pe note și înregistrate într-un album. Caracterizată de o energie nervoasă debordantă, creația ei a combinat elemente de rock and roll, psihologie jungiană și slang ebraic, elaborată fiind într-un ritm infernal și pătruns de o sexualitate obsesivă. Versurile ei sunt fluide, refuzând limitele unor structuri poetice convenționale. Considerată ca un fel de reprezentantă a revoluției feminine în poezia ebraică, ea a devenit un model stilistic pentru multe poete.    
Era mândră de bisexualitatea ei. Cartea ei de versuri, „Cântece de insulă,” a apărut în anul 1968.
În poezia „Yonatan”, ea s-a autoreprezintat ca un băiat, Yonatan, decapitat de alți băieți setoși de sângele lui.

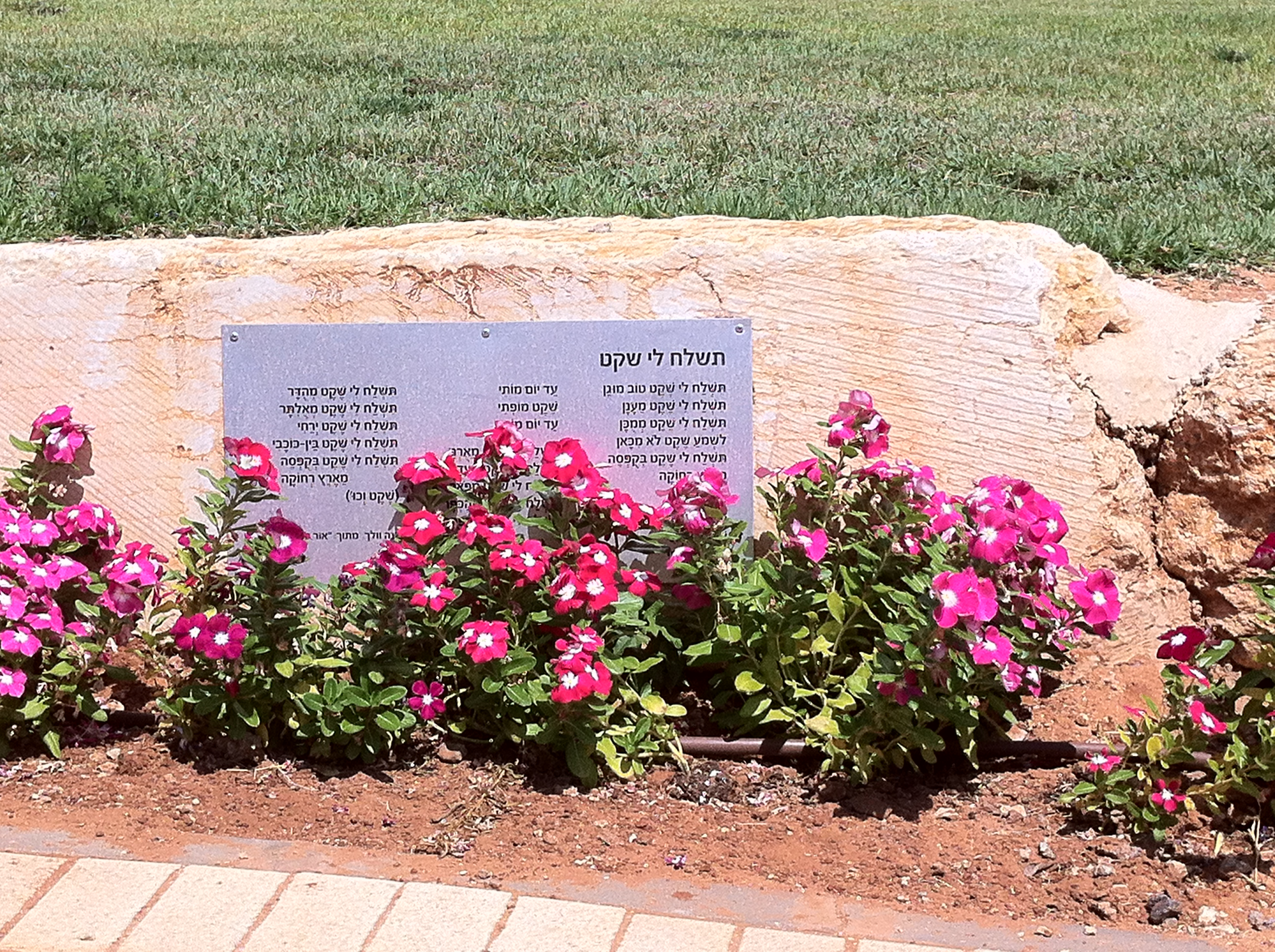
Parcul de sculpturi Yona Wallach din Kiryat Ono

## Yona Wallach în creații artistice

### În literatură
- Cântecul lui Rafi Perski - "Shapaat kala" (Gripă ușoară), închinat poetei care i-a fost vecină
- Grupul de stand up Hahamishiya hakamerit (Quintetul de cameră) a folosit poezia Tutim (Căpșuni) în scheciul umoristic intitulat "Plutonierul citează", unde un plutonier interpretat de Rami Hoiberger , declamă această poezie în întregime.
- Dalia Ravikovich i-a evocat amintirea în poezia „At kvar lo mafriá” (Nu mai deranjezi) si a mai amintit-o în poezia „Haahava haamitit eina kefi she his nireit” (Dragostea adevărată nu este așa cum arată)

### În muzică
- O mare parte din poeziile Yonei Wallach au fost puse pe note și interpretate în timpul vieții ei și mai târziu de către diverși artiști din domeniul muzical:Ghidi Gov, Eran Tzur, Eviatar Banay, Nurit Galron, Dorit Reuveni, formația israeliană „Roquefort”, Barry Sacharoff, Yardena Arazi, Gali Atari, Hila Ruakh și Tamar Kapsuto.
- 1979 - Muzicienii Ilan Wirtzberg și Shimon Gelbetz au produs spectacolul și discul „Batzir Tov” (Recoltă bună), bazat pe poeziile ei. Poeta li s-a alăturat într-o parte din spectacole , prin recitare de versuri. Prin acest spectacol s-au popularizat poeziile „Shir kdamshnati” („Cântec de presomn”  sau „Seks aher” - „Alt sex”) și „Lo iaholti laasot klum” (Nu am putut face nimic). În 2002 a fost emisă o nouă ediție a discului acesta, cu adăugarea unor cântece suplimentare
- 2009 - Compozitorul israelian de muzică cultă Abel Ehrlich a compus  o creație bazată pe un text de Yona Wallach
- Partenerul ei de viață, Yuval Rivlin, a înregistrat pe note în anii 1980 (încă în anii vieții poetei) poezia ei - „Ahuvatí hamèta” (Iubita mea moartă) din volumul „Or pere”
- În anii 1990  compozitorul și cântărețul Eran Tzur , împreună cu cântăreții Rona Keinan, Corinne Elal, Dana International și alții au înregistrat albumul „Atá haverá sheli” (Bărbate, tu îmi ești iubită) în care Dana International a cântat „Shir kdamshnati”
- Cântece de succes după Yona Wallach au compus Tzuf Filosof („Ani shuv mitahev” - „Mă îndrăgostesc din nou”, în înterpretearea lui Ghidi Gov; o altă versiune de Yoram Tzadok a fost cântată de Vardina Cohen), Shimon Gelbetz („Adam tzover zihronot” - „Un om strânge amintiri”, cântat de Dorit Reuveni, apoi „N.B” - „Nun Bet” interpretat de Gelbetz și Gali Atari), Ran Efron („Ze hagheshem” - „Ploaia este cea care...”,  interpretat de Nurit Galron), Yuval Messner („Sheket” - „Liniște” cantat de formația „Balagan”), Yaroslav Yakubowicz („Adam hu makom” = „Omul este un loc”, interpretat de Anat Atzmon) Ofer Meiri („Al titraghesh” - „Nu fii emoționat”, interpretat de David D'or, Eran Tzur  (Tutim - Căpșuni),  formația Roquefort („Shir eres” - „Cântec de leagăn” și „Sham yesh” - „Acolo este”), Eliav Oval Neeman („Shir” - „Cântec” sau „Ayala” - „Cerboaică” - interpretat de formația „Alma”) , Nadav Berman („Hahaiym sheyesh lakh” - „Viața pe care o ai”. cântat de Merav Yahalom), Haim Rahmani („Beashmat atzabim refufim” - „Din vina nervilor slăbiți” interpretat de formația „Kotev Meriri”, de asemenea „Sebastian” interpretat de formația „Ursula Schwartz” ), Hila Ruah („Duba grizlit” - „Ursoaica grizzly”).
- Poezia „Ulai ani avudá” - „Poate sunt pierdută”  a fost pusă pe o melodie algeriană și executată de Yardena Arazi.
- 1983 - Poezia „Doktor lemusar" („Doctor în morală”) a fost pusă pe muzică în stil punk de formația Ti-Zaq Ya Waldi din Ierusalim, mai apoi interpretată îm 2011 pe youtube de membrul acestei formații, Ran Cohen Aharonov.
- Poezia Habuba shel Gogol (Păpușa lui Gogol  [3]) a fost pusă pe muzică si interpretată de Tamar Kapsuto și apoi, de instrumentiști precum Yossi Mizrahi  și Royi Reik.
- 2021 - În cadrul proiectului „Goréa Vezoréa” (Scade și seamănă) Karni Postel, Tola Ben Ari si Michal Berletzki au înregistrat cântecul „Kaasher einkha meshorer” - „Când nu ești poet”  pe versuri de Wallach.

## Opera poetică
- 1966: Devarim (Lucruri), în revista „Ahshav”.
- 1969: Shnei ganim (Două grădini), Daga.
- 1976: Shirim o Shirah (Versuri sau poezie), Siman Kriah.
- 1983: Or Pere (Lumină sălbatică). Tel Aviv: Echut.
- 1985: Tzurot (Forme). Tel Aviv: Hakibutz Hameuhad y revista Siman Kriá.
- 1985: Mofá (Apariție). Tel Aviv: Hakibutz Hameuhad.
- 1992: Tat Hakará Niftáhat Kemó Menifá (Inconștientul se deschide ca un evantai) , poezii alese 1963-1985). Tel Aviv: Hakibutz Hameuhad și revista Siman Kriá

## Premii și onoruri
- 1973, 1977 - Premii ale Fundației Tel Aviv
- 1978 - Premiul Kugel pentru literatură (Israel)
- 1978 - Premiul Levi Eshkol al primului ministru pentru literatură (Israel)